# West Swan Island
West Swan Island är en ö i territoriet Falklandsöarna (Storbritannien). Den ligger i den centrala delen av landet mellan Västra Falkland och Swan Island. Arean är 3,7 kvadratkilometer.
Terrängen på West Swan Island är mycket platt. Öns högsta punkt är 25 meter över havet. Ön sträcker sig 3,6 kilometer i nord-sydlig riktning, och 3,2 kilometer i öst-västlig riktning. West Swan Island är täckt av hed.